# Holonefros
Holonefros (holonephros) je primitivní druh uspořádání ledvin obratlovců. Tento typ vzniká za využití celé délky ledvinové embryonální tkáně (tzv. „nefrotomu“), jež se odštěpuje z coelomu již v raném období zárodečného vývoje. Nefrony se tak vyskytují v podstatě podél celé délky těla. Původně zřejmě každý nefron měl oddělený vývod, ale kvůli značnému rozvoji svaloviny bylo nutné vytvořit společný vývod - tzv. Wolffův vývod.
Holonefros je ze současných obratlovců znám pouze v raných embryonálních stadiích kruhoústých a červorů. U ostatních obratlovců (a to i v jejich zárodečným vývoji) se zachovává vždy jen část holonefros: pokud se zachová předek, jedná se o pronefros, když prostřední část, tak je to mezonefros, pokud se mezonefros v dospělosti posune poněkud více dozadu, pak se hovoří o opistonefros. Tzv. metanefros vzniká rovněž v zadní části nefrotomu, ale nezávisle na opistonefros. Právě metanefros je typická pro dospělé tělo savců, ptáků i plazů.